# Magnetizem
Magnetízem je fizikalni pojav, s katerim nekatere snovi delujejo z odbojno ali privlačno silo na druge snovi. Gibanje nabitih delcev vedno povzroči magnetno polje. Magnetizem je navzoč v vseh snoveh, vendar je v nekaterih snoveh tako šibak, da ga brez posebnih priprav ne moremo zaznati. Nekatere znane snovi, pri katerih so magnetni pojavi posebej izraženi, so železo, vsa jekla in mineral magnetit. Maxwellove enačbe poenoteno obravnavajo magnetizem in elektriko.

## Magnetno polje
Magnetno polje je vektorsko polje okrog trajnih magnetov ali vodnikov, po katerih teče električni tok. V njem zaznamo magnetno silo. Magnetno polje navadno ponazorimo s silnicami, črtami, ki izhajajo iz severnega pola magneta in se stekajo v njegov južni pol.
Tangentna na silnice v vsaki točki je gostota magnetnega polja. Magnetno polje je vrtično polje, z drugimi besedami brezizvirno. Ta izjava je enakovredna matematičnemu pogoju, da je v vsaki točki prostora divergenca gostote magnetnega polja enaka nič, kar predstavlja eno od Maxwellovih enačb.

## Magnetni dipol
Magneti nastopajo le kot magnetni dipoli in imajo vedno severni in južni pol. Na magnetni dipol deluje v magnetnem polju navor, ki poskuša magnetni dipol usmeriti v smer magnetnega polja. Navor je odvisen od gostote magnetnega polja in magnetnega momenta dipola.
Zgled za indukcijo je magnetnica v kompasu, na katero deluje zemeljsko magnetno polje in jo poskuša usmeriti tako, da pola magnetnice kažeta proti zemeljskima magnetnima poloma.

## Magnetizem v snoveh

### Diamagnetizem
Diamagnetizem je pojav, da je gostota magnetnega polja v snovi, ki smo jo postavili v magnetno polje, malo manjša od gostote magnetnega polja izven te snovi. Z drugimi besedami: diamagnetizem je pojav, da snov magnetno polje izriva iz sebe. Navzoč je v vseh snoveh, vendar v paramagnetnih in feromagnetnih snoveh nad njim prevladajo drugi, močnejši pojavi.
Diamagnetizem je posledica gibanja elektronov v atomih.
Zgledi diamagnetnih snovi so žlahtni plini, dušik, vodik, grafit, baker, zlato in kamena sol. Popolni diamagnetiki so superprevodniki, ki magnetno polje v celoti izrinejo.

### Paramagnetizem
Paramagnetizem je pojav, da je gostota magnetnega polja v snovi, ki smo jo postavili v magnetno polje, malo večja od gostote magnetnega polja izven te snovi (velja, da je relativna permeabilnost {\displaystyle \mu _{r}>1}). Take snovi imenujemo paramagnetiki. Relativna permeabilnost je največkrat le malenkostno večja od 1.
Paramagnetizem izvira iz lastnega magnetnega momenta elektrona, ki ni posledica njegovega gibanja. V zunanjem magnetnem polju se magnetni momenti v paramagnetni snovi vedejo kot magnetnice in se delno uredijo, tako da jih v povprečju nekaj več kaže v smer zunanjega magnetnega polja.
Zgledi paramagnetnih snovi so aluminij, magnezij, mangan, krom, natrij, kalij, kisik razne 
soli in oksidi...

### Feromagnetizem
Feromagnetizem je pojav, da je gostota magnetnega polja v snovi, ki smo jo postavili v magnetno polje, veliko večja od gostote magnetnega polja izven te snovi.
Feromagnetizem je posledica tega, da se magnetni dipoli v feromagnetnih snoveh znotraj makroskopskih območij, imenovanih Weissove domene, spontano uredijo in so urejeni tudi izven magnetnega polja. V zunanjem magnetnem polju se usmerijo magnetni momenti teh domen v smer zunanjega magnetnega polja.
Feromagnetizem je za razliko od paramagnetnega, ki je prisoten tako v trdninah, kapljevinah in plinih, prisoten le v redkih trdninah. Med njimi so železo, kobalt, nikelj in nekatere zlitine.